# Conseil national de la montagne
Pour les articles homonymes, voir CNM.
Le Conseil national de la montagne (CNM) a été instauré en France par la Loi montagne de 1985. Il est présidé par le Premier ministre français ou, par délégation, par le ministre chargé de l'aménagement du territoire.
Le Conseil national de la montagne est le lieu d'expression des acteurs de la montagne sur l'évolution de la politique nationale de la montagne. Son rôle est de définir et porter les objectifs, ainsi que de préciser les actions qu'il juge souhaitables pour le développement, l'aménagement et la protection de la montagne.

## Composition
Il regroupe 59 membres : parlementaires, représentants d'organismes publics et des comités de massifs.
Lors de la séance plénière du 4 novembre 2009, le Premier ministre a installé la commission permanente, composée de 17 membres, dont un élu parlementaire de chaque massif.
En 2013, le Conseil rassemble 6 000 communes de 42 départements et 10 régions différents, sur 29 % du territoire national avec un total de 8 millions d’habitants.

## Missions
La loi du  28 décembre 2016 dite « de modernisation, de développement et de protection des territoires de montagne » a précisé dans l'article 10 les missions du Conseil :
- le conseil définit les objectifs et précise les actions qu'il juge souhaitables pour le développement, l'aménagement et la protection de la montagne. Il a notamment pour objet de faciliter, par ses avis et ses propositions, la coordination des actions publiques dans les zones de montagne ;
- le conseil est consulté sur les projets de loi et de décret spécifiques à la montagne et sur les priorités d'intervention et les conditions générales d'attribution des aides accordées aux zones de montagne par le Fonds national d'aménagement et de développement du territoire ;
- il est informé des investissements de l'Etat mis en œuvre dans les conventions interrégionales et les programmes européens spécifiques aux massifs de montagne ainsi que du bilan d'activité des comités de massif.